# 西別府町
西別府町（にしべっぷちょう）は、鹿児島県鹿児島市の町。旧薩摩国鹿児島郡鹿児島近在西別府村、鹿児島郡西武田村大字西別府。郵便番号は890-0033。人口は1,114人、世帯数は602世帯（2020年4月1日現在）。

## 地理
鹿児島市西部、田上川の上流域に位置している。町域の北方には小野、犬迫町、南方には五ケ別府町、西陵、東方には田上、西方には石谷町がそれぞれ接している。
東部には大峯流通団地があり、周辺に鹿児島インターチェンジがあることから鹿児島における流通拠点となっている。中央部には池田学園池田中学・高等学校・池田小学校が所在している。また、町域の中央部を東西に鹿児島県道24号鹿児島東市来線及び南九州西回り自動車道鹿児島道路が並行して通っている。
また、五ケ別府町との境界付近（現在の鹿児島実業高等学校付近）には西郷隆盛が帰郷した際に付近を開墾し農耕に励んだとされる野屋敷跡がある。野屋敷跡を含む区域は2004年（平成16年）に鹿児島市によって「かごしま文化工芸村」として整備が行われた。また、2013年（平成25年）には鹿児島県によって建設が進められていた西別府町の新川上流に西之谷ダムが治水対策を目的に運用を開始した。

### 河川
- 新川・西之谷川
- 田上川

## 歴史

### 成立から町村制施行まで
西別府という地名は室町時代より見え、薩摩国のうちであった。寛正6年（1465年）の鹿児島諏訪社祭次第に「六番 ＜庚寅年＞ ＜沢牟田 西別府 原良 塚原 毛野 小野＞」と見えるのが初見であると考えられている。
江戸時代には薩摩国鹿児島郡鹿児島近在のうちであり、西別府村は鹿児島近在のうちでは「遠村」とされていた。村高は「天保郷帳」では399石余、「郡村高辻帳」では399石余、「旧高旧領取調帳」では441石余、「三州御治世要覧」では382石余であった。西別府村には庄屋が置かれ、庄屋を補助する功才（のちに名主に改称）が2名置かれていた。
明治3年に調査が行われ、田上村の生産力が低かったことから西別府村の小牧を田上村に編入させたが、西別府村の調査を行ったところ田上村以上に生産力が低かったことが判明し、再び小牧は西別府村のうちとなった。「鹿児島地誌」によれば西別府は「ニシノビウ」と読まれていたと記述されており、明治時代初期の西別府村は圧倒的に農民が多く居住しており農村であった。

### 町村制施行以降
1889年（明治22年）には町村制が施行され、西別府村、武村、田上村の区域より鹿児島郡西武田村が成立した。それに伴ってそれまでの西別府村は西武田村の大字「西別府」となった。
1934年（昭和9年）8月1日に西武田村が鹿児島郡中郡宇村及び吉野村と共に鹿児島市に編入された。同日発行の鹿児島県公報に掲載された鹿児島県告示「 鹿兒島市内大字名廢止町名改稱竝ニ區域變更」により「西別府ヲ廢止シ其ノ區域ヲ西別府町（ニシノビユウテウ）ト」することが鹿児島県知事によって許可され、西武田村の大字西別府を廃し、その区域を以て新たに鹿児島市の町「西別府町」が設置された。
1980年（昭和55年）7月28日に西郷団地地区において住居表示が実施されることとなり、町域の再編が実施された。田上町、西別府町の各一部より西陵一丁目及び西陵二丁目、西別府町の一部より西陵三丁目及び西陵四丁目が新たに設置された。
1986年（昭和61年）2月10日に田上団地地区において住居表示が実施されることとなった。これに伴い、田上団地・前ケ迫団地・鶴留団地・丸岡団地の区域にあたる区域において町域の再編が実施され、西別府町及び田上町の一部より田上台四丁目が設置された。
1988年（昭和63年）2月15日には、西郷団地地区の残りの区域で住居表示が実施され、西別府町の一部より西陵五丁目及び西陵七丁目・西陵八丁目、西別府町・田上町の各一部より西陵六丁目が設置された。その他に西別府町の一部が西陵二丁目及び西陵四丁目に編入され、1990年（平成2年）2月13日に西別府町と田上町の一部より田上五丁目及び田上八丁目が設置された。1997年（平成9年）2月17日には西別府町の一部が西陵三丁目に編入され、1999年（平成11年）3月29日と2016年（平成28年）2月1日には西別府町の一部が西陵七丁目の一部に編入された。

### 町域の変遷
| 実施後               | 実施年             | 実施前           |
| -------------------- | ------------------ | ---------------- |
| 西陵一丁目（新設）   | 1980年（昭和55年） | 田上町（一部）   |
| 西陵一丁目（新設）   | 1980年（昭和55年） | 西別府町（一部） |
| 西陵二丁目（新設）   | 1980年（昭和55年） | 西別府町（一部） |
| 西陵三丁目（新設）   | 1980年（昭和55年） | 西別府町（一部） |
| 西陵四丁目（新設）   | 1980年（昭和55年） | 西別府町（一部） |
| 田上台四丁目（新設） | 1986年（昭和61年） | 西別府町（一部） |
| 田上台四丁目（新設） | 1986年（昭和61年） | 田上町（一部）   |
| 西陵二丁目（編入）   | 1988年（昭和63年） | 西別府町（一部） |
| 西陵四丁目（編入）   | 1988年（昭和63年） | 西別府町（一部） |
| 西陵五丁目（新設）   | 1988年（昭和63年） | 西別府町（一部） |
| 西陵六丁目（新設）   | 1988年（昭和63年） | 西別府町（一部） |
| 西陵六丁目（新設）   | 1988年（昭和63年） | 田上町（一部）   |
| 西陵七丁目（新設）   | 1988年（昭和63年） | 西別府町（一部） |
| 西陵八丁目（新設）   | 1988年（昭和63年） | 西別府町（一部） |
| 田上五丁目（新設）   | 1990年（平成2年）  | 西別府町（一部） |
| 田上五丁目（新設）   | 1990年（平成2年）  | 田上町（一部）   |
| 田上八丁目（新設）   | 1990年（平成2年）  | 西別府町（一部） |
| 田上八丁目（新設）   | 1990年（平成2年）  | 田上町（一部）   |
| 西陵三丁目（編入）   | 1997年（平成9年）  | 西別府町（一部） |
| 西陵七丁目（編入）   | 1999年（平成11年） | 西別府町（一部） |
| 西陵七丁目（編入）   | 2016年（平成28年） | 西別府町（一部） |

## 人口
以下の表は国勢調査による小地域集計が開始された1995年以降の人口の推移である。
| 年                 | 人口  |
| ------------------ | ----- |
| 1995年（平成7年）  | 1,650 |
| 2000年（平成12年） | 1,369 |
| 2005年（平成17年） | 1,498 |
| 2010年（平成22年） | 1,400 |
| 2015年（平成27年） | 1,382 |

## 施設

### 公共
- 鹿児島文化工芸村[8]
- 武・田上公民館[39]
  - 鹿児島市立図書館武・田上公民館図書室[40]
- 大峯公園

### 教育
- 池田学園池田中学・高等学校[41][42]
- 池田学園池田小学校[43]

### その他
- セイカ食品本社

## 小・中学校の学区
市立小・中学校に通う場合、学区（校区）は以下の通りとなる。
| 町丁     | 番地           | 小学校               | 中学校               |
| -------- | -------------- | -------------------- | -------------------- |
| 西別府町 | 海江田団地     | 鹿児島市立田上小学校 | 鹿児島市立武中学校   |
| 西別府町 | 上記を除く全域 | 鹿児島市立田上小学校 | 鹿児島市立西陵中学校 |

## 交通

### 道路
一般国道
- 南九州西回り自動車道鹿児島道路（国道3号バイパス）
但し、町域にインターチェンジは所在していない。最寄りのインターチェンジは松元インターチェンジまたは鹿児島西インターチェンジ。

主要地方道
- 鹿児島県道24号鹿児島東市来線

### 鉄道
町域に駅は所在しないが、九州新幹線が通っている。最寄駅は中央町の鹿児島中央駅または上谷口町の上伊集院駅である。

### バス
- 南国交通
  - （N16 文化工芸村線）文化工芸村
  - （N18 石谷線）池田高校前 - 金井迫 - 岩屋口 - 野首谷
  - （N24 大峯団地・武岡台高校線）大峯団地住宅前 - 大峯団地西 - 大峯団地中央 - 武田上公民館入口